# Arnoglossus nigrifrons
Arnoglossus nigrifrons is een  straalvinnige vissensoort uit de familie van botachtigen (Bothidae). De wetenschappelijke naam van de soort is voor het eerst geldig gepubliceerd in 2000 door Amaoka & Mihara.